# Ausoniusweg

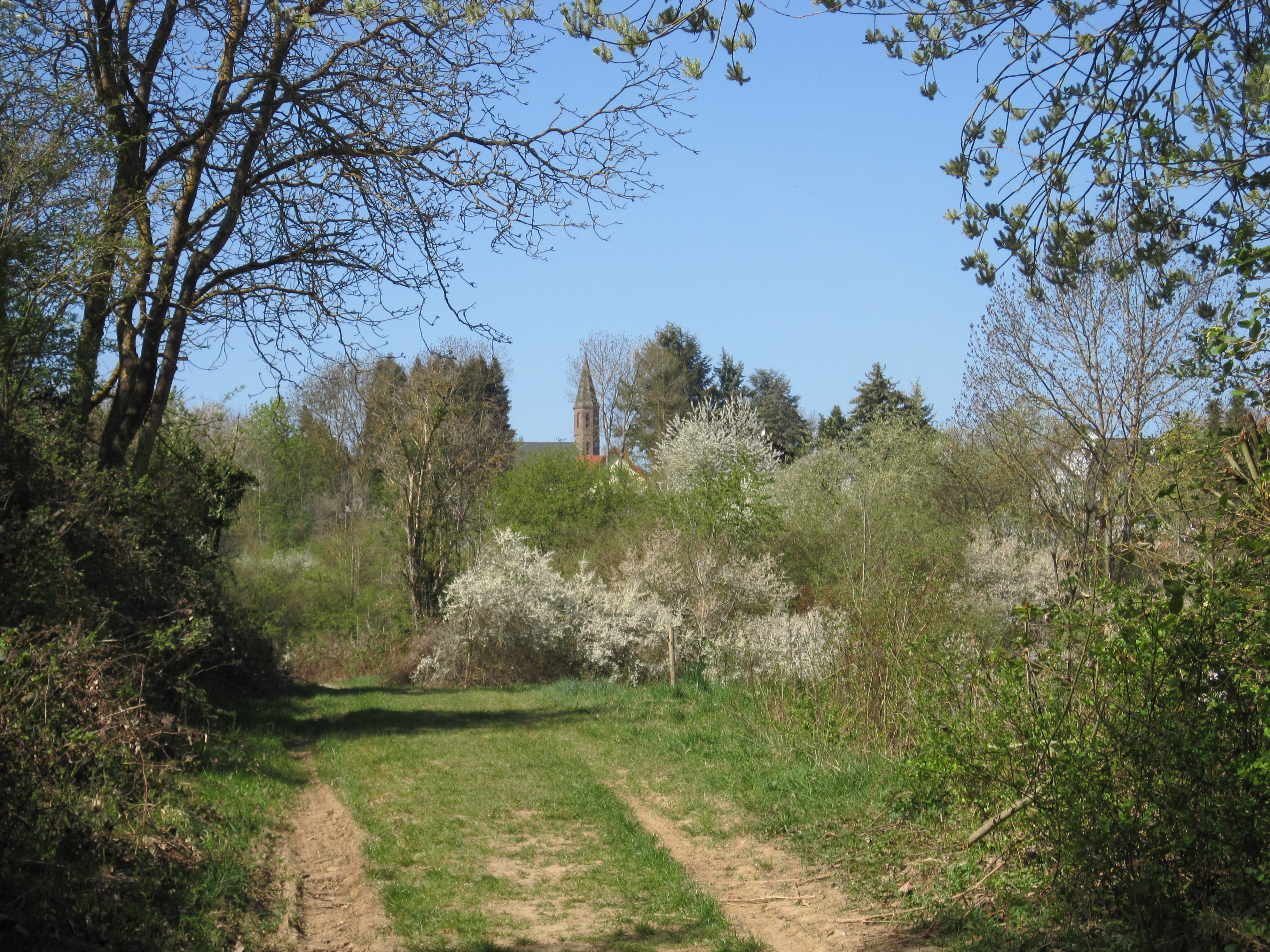
Trasa w Weiler bei Bingen

Ausoniusweg (także: Via Ausonia, Ausoniusstraße)  – niemiecki, długodystansowy (118,3 km) pieszy szlak turystyczny łączący miasta Bingen am Rhein i Trewir poprzez płaskowyż Hunsrück, w czasach rzymskich stanowiący szlak handlowy i transportowy.

## Charakterystyka
Przebieg szlaku oparty jest na trasie przejazdu powozem, który odbył rzymski poeta i orator, Auzoniusz w 371 r. n.e. Istnieje też wariant, który prowadzi bezpośrednio z Bingen do Neumagen, który jest dłuższy o około 7 kilometrów. 
Szlak biegnie w większości szerokimi, dobrze zagospodarowanymi ścieżkami, które prowadzą po oryginalnym antycznym trakcie, przez lasy, pola i łąki, w najwyższych punktach osiągając wysokość ponad 500 m n.p.m. - kulminacją jest Salzkopf (628 m n.p.m.) pomiędzy Bingen a Rheinböllen. Na szczycie Salzkopf stoi 24-metrowa wieża widokowa Salzkopfturm. 
Na Ausoniusweg zwiedzać można również liczne zabytki, m.in. Park Archeologiczny Belginum, który znajduje się w pobliżu Morbach-Wederath. Eksponowane są tu oryginalne znaleziska z 2500 grobów z czasów rzymskich. Rekonstrukcja Römerturm znajduje się w szachulcowej wsi Dill. W samym Bingen istnieje regionalne muzeum historyczne. Mniej więcej w połowie trasy znajduje się schronisko Ausonius. Wzdłuż szlaku posadowiono tablice informacyjne dotyczące życia i twórczości patrona szlaku, Auzoniusza.
Szlak posiada certyfikat Qualitätswege Wanderbares Deutschland.

## Etapy
Sugerowane jest podzielenie trasy na sześć dziennych etapów 
- pierwszy: z Bingen do Rheinböllen,
- drugi: z Rheinböllen do Kirchbergu,
- trzeci: z Kirchbergu do Morbach,
- czwarty: z Morbach do Gräfendhron,
- piąty: z Gräfendhron do Fell,
- szósty: z Fell do Trewiru[2].